# Friederspitz
Frieder (2053 lub 2050 m n.p.m.) i Friederspitz (2049 m n.p.m.) – dwa wierzchołki góry w Ammergauer Alpen, części Alp Bawarskich. Znajdują się w Niemczech, w Bawarii, przy granicy z Austrią.